# Ronnie Millings
Ronald (Ronnie) Millings (Belfast, 1937) was een Noord-Iers drummer, vooral bekend door zijn betrokkenheid bij de groep Them.
Millings speelde vanaf circa 1960 samen met onder meer gitarist Billy Harrison en bassist Raymond Sweetman. Zij speelden Amerikaanse rock-'n-roll en rhythm and blues in clubs in Belfast. Nadat Sweetmans plaats was ingenomen door Alan Henderson ontstond een vaste bezetting en ging de groep zich the Gamblers noemen.
Later trad ook toetsenist Eric Wrixon toe en nadat zanger Van Morrison zich bij de groep had gevoegd, kregen the Gamblers een vast engagement in het Maritime Hotel in Belfast. In de loop van 1963 waagde de band de reis naar Londen, waar de naam werd veranderd in Them. Them maakte in de periode van Millings een aantal opnamen, waaronder de eerste hit Baby please don't go. Korte tijd later verliet Ronnie Millings de groep en de muziekwereld. Bij Them werd hij opgevolgd door Pat McAuley.